# Alex Lutz
Alex Lutz, född 25 augusti 1978 i Strasbourg, är en fransk skådespelare.
Lutz har bland annat medverkat i filmerna Asterix: Den magiska drycken och Agent 117: Uppdrag i Rio. Han har även medverkat i TV-serien Becoming Karl Lagerfeld.

## Filmografi (i urval)
- 2009 – Agent 117: Uppdrag i Rio
- 2018 – Asterix: Den magiska drycken
- 2024 – Becoming Karl Lagerfeld (TV-serie)